# Воконда (Іллінойс)
Воконда (англ. Wauconda) — селище (англ. village) в США, в окрузі Лейк штату Іллінойс. Населення — 14 084 особи (2020).

## Географія
Воконда розташована за координатами 42°16′37″ пн. ш. 88°8′7″ зх. д. / 42.27694° пн. ш. 88.13528° зх. д. (42.277005, -88.135272).  За даними Бюро перепису населення США в 2010 році селище мало площу 14,84 км², з яких 13,08 км² — суходіл та 1,77 км² — водойми.

## Демографія
Згідно з переписом 2010 року, у селищі мешкали 13 603 особи в 4981 домогосподарстві у складі 3438 родин. Густота населення становила 917 осіб/км².  Було 5363 помешкання (361/км²).
Расовий склад населення:
| - 85,0 % — білих - 4,2 % — азіатів - 0,9 % — чорних або афроамериканців - 0,1 % — вихідців з тихоокеанських островів - 0,1 % — корінних американців - 7,9 % — осіб інших рас |

До двох чи більше рас належало 1,9 %. Частка іспаномовних становила 17,8 % від усіх жителів.
За віковим діапазоном населення розподілялося таким чином: 26,7 % — особи молодші 18 років, 63,5 % — особи у віці 18—64 років, 9,8 % — особи у віці 65 років та старші. Медіана віку мешканця становила 36,4 року. На 100 осіб жіночої статі у селищі припадало 103,1 чоловіків;  на 100 жінок у віці від 18 років та старших — 97,3 чоловіків також старших 18 років.
Середній дохід на одне домашнє господарство  становив 93 224 долари США (медіана — 74 646), а середній дохід на одну сім'ю — 110 176 доларів (медіана — 86 547). Медіана доходів становила 62 656 доларів для чоловіків та 47 271 долар для жінок. За межею бідності перебувало 5,2 % осіб, у тому числі 3,5 % дітей у віці до 18 років та 6,0 % осіб у віці 65 років та старших.
Цивільне працевлаштоване населення становило 6898 осіб. Основні галузі зайнятості: освіта, охорона здоров'я та соціальна допомога — 22,0 %, виробництво — 17,5 %, роздрібна торгівля — 13,4 %, мистецтво, розваги та відпочинок — 11,6 %.